# Ashland (Missisipi)
Ashland – miasto w Stanach Zjednoczonych, w stanie Missisipi, siedziba administracyjna hrabstwa Benton.